# روجر هيرفي
روجر هيرفي (بالإنجليزية: Roger Hervey)‏ هو دبلوماسي بريطاني، ولد في 1934.